# Comté d'Echols
Pour les articles homonymes, voir Echols.
Le comté d'Echols est un comté de Géorgie, aux États-Unis.

## Démographie
| 1860  | 1870  | 1880  | 1890  | 1900  | 1910  |
| ----- | ----- | ----- | ----- | ----- | ----- |
| 1 491 | 1 978 | 2 553 | 3 079 | 3 209 | 3 309 |

| 1920  | 1930  | 1940  | 1950  | 1960  | 1970  |
| ----- | ----- | ----- | ----- | ----- | ----- |
| 3 313 | 2 744 | 2 964 | 2 494 | 1 876 | 1 924 |

| 1980  | 1990  | 2000  | 2010  | - | - |
| ----- | ----- | ----- | ----- | - | - |
| 2 297 | 2 334 | 3 754 | 4 034 | - | - |